# Liberalisme in Nederland
Het liberalisme in Nederland komt eind 18e eeuw op als onderdeel van de Verlichting in Europa. Nederland kent grofweg vier liberale stromingen, te weten het klassiek liberalisme, het conservatief-liberalisme, het sociaalliberalisme en het meer recente libertarisme.

## Historisch

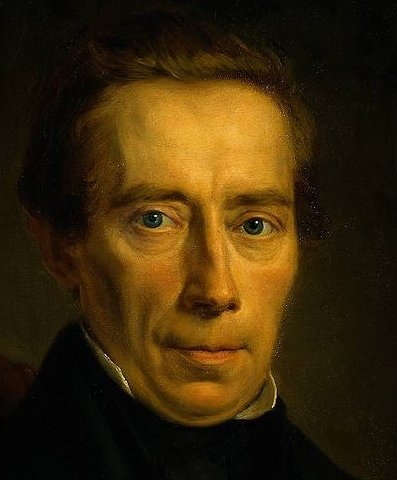
Johan Rudolph Thorbecke rond 1852

Het liberalisme was vanaf 1848 in Nederland de dominante politieke stroming. De liberaal Johan Rudolph Thorbecke introduceerde in Nederland het parlementair stelsel. Eind 19e eeuw domineerden de liberalen ook de Tweede Kamer der Staten-Generaal. Pas toen andere politieke stromingen (katholieken, protestanten en later socialisten) zich organiseerden, zagen de liberalen de noodzaak om zich in partijverband te organiseren. Omstreeks 1885 raken de liberalen verdeeld in conservatief-liberalen en sociaal-liberalen.

### Naoorlogs liberalisme

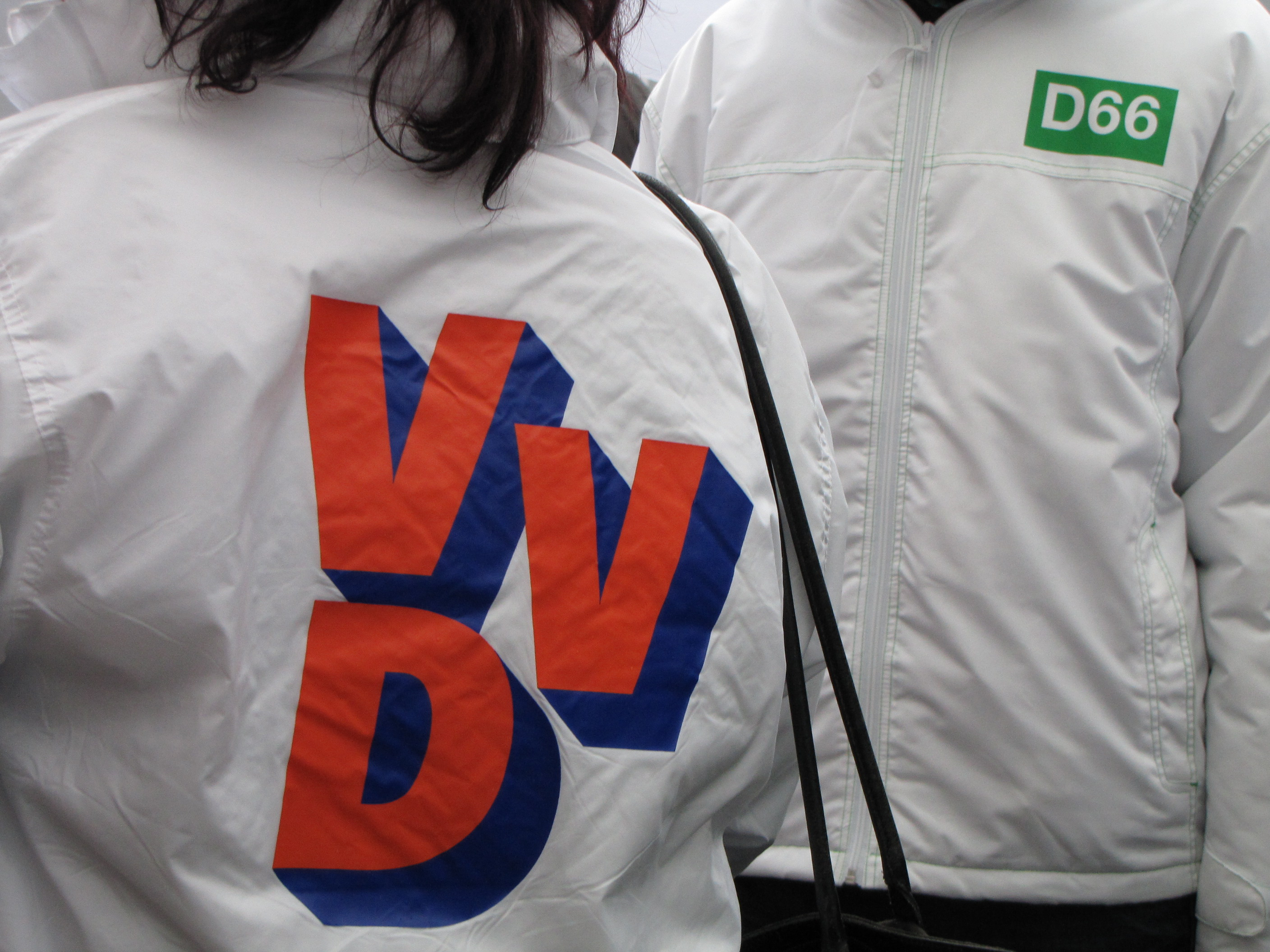
Partijjassen van VVD en D66, 2010 in Ulft

Terwijl het met de conservatief-liberale Partij van de Vrijheid (PvdV) electoraal bergafwaarts ging, fuseerde de sociaal-liberale Vrijzinnig-Democratische Bond (VDB) met de sociaaldemocratische Sociaal-Democratische Arbeiderspartij (SDAP) en de progressief-christelijke Christelijk-Democratische Unie (CDU) tot de Partij van de Arbeid (PvdA). Uit onvrede over de 'te socialistische' koers stapten een aantal sociaal-liberalen, onder wie de latere partijleider Pieter Oud, uit de PvdA en vormden samen met de PvdV in 1948 een nieuwe liberale partij: de Volkspartij voor Vrijheid en Democratie (VVD). Onder Ouds leiding werd deze al snel de derde politieke groepering van het land.
In de beginjaren stond deze nieuwe partij bekend als sociaal-liberaal, maar vanaf begin jaren 70 begon de VVD onder Hans Wiegel een conservatievere koers te varen waardoor de partij vooral voor zwevende CDA-kiezers een alternatief werd. Vanaf dit moment kent de VVD zowel een conservatief-liberale vleugel (o.a. vertegenwoordigd door Hans Wiegel en Frits Bolkestein) als een sociaal-liberale vleugel (o.a. vertegenwoordigd door Jozias van Aartsen en Mark Rutte). Een groepje sociaal-liberale VVD'ers die ontevreden waren over de 'te rechtse' koers stichten een nieuwe liberale partij: Democraten 66 (D66).
Vanaf 2002 heeft de VVD het weer moeilijk, concurrenten als de LPF en de Partij voor de Vrijheid vormen voor de conservatief-liberale kiezers een alternatief voor de 'te linkse' VVD. Onder de sociaal-liberaal Mark Rutte legt de VVD de nadruk weer op rechtse thema's zoals immigratie en veiligheid in de hoop de rechtse kiezers weer terug te winnen. Sommige sociaal-liberalen kunnen zich echter niet vinden in dit verhaal en stappen over op D66, daarentegen vinden sommige conservatief-liberale kiezers het draaierig overkomen en kiezen voor de PVV. Bij de Tweede Kamerverkiezingen van 2010 won de VVD echter met 31 zetels. Het was de eerste keer sinds de Eerste Wereldoorlog dat een liberale partij de grootste werd in Nederland.
Zowel de VVD als D66 zijn lid van de Liberale Internationale en de Partij van Europese Liberalen en Democraten (ELDR).
In 2004 begon partijleider Femke Halsema GroenLinks eveneens te positioneren als vrijzinnige, sociaal-liberale partij. In 2006 werd de Liberaal Democratische Partij (LibDem) opgericht om onderdak te bieden aan de kiezers die zich niet meer in de koers van de andere (liberale) partijen konden vinden.
In 2021 kwam Volt Nederland in de Tweede Kamer. De partij, die stelt pan-Europees te zijn, is van sociaal-liberale inslag en wordt ook wel als de derde liberale partij in het Nederlandse parlement aangeduid.

## Partijen en organisaties

### Conservatief-liberale partijen

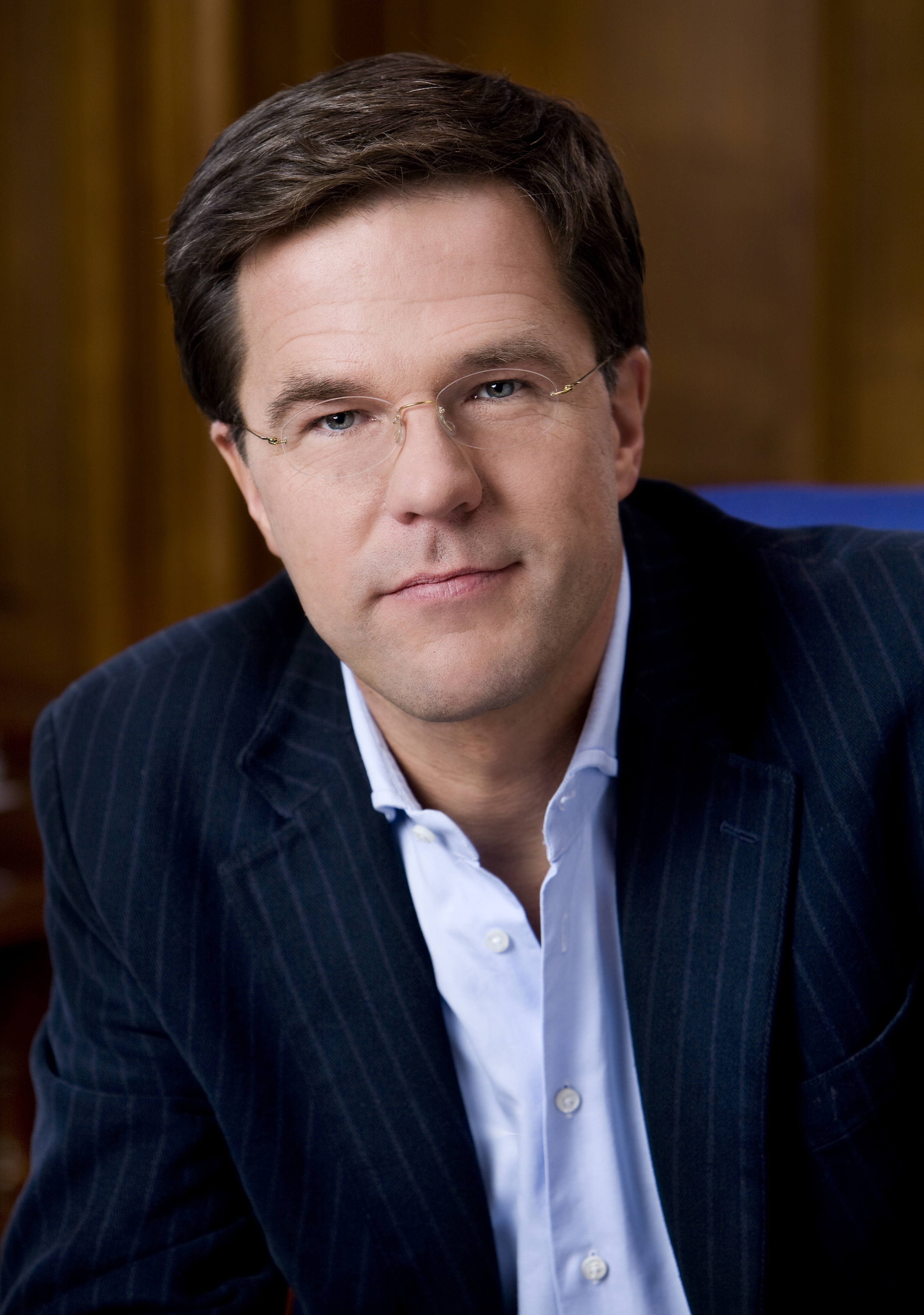
Mark Rutte, politiek leider van de VVD van 2006 tot 2023

- 1885: Liberalen vormen de Liberale Unie.
- 1894: Conservatief-liberalen vormen de Vrije Liberalen.
- 1921: De Liberale Unie fuseert met de Economische Bond, de Vrije Liberalen, de Neutrale Partij en de Middenstandspartij tot de Vrijheidsbond.
- 1922: Conservatief-liberalen splitsen zich af in de Liberale Partij.
- 1928: De Vrijheidsbond verandert haar naam in Liberale Staatspartij (LSP).
- 1945: De LSP wordt de Partij van de Vrijheid.
- 1948: De Partij van de Vrijheid en oud-leden van de VDB (de groep rond P. J. Oud) vormen samen de Volkspartij voor Vrijheid en Democratie.
- 2004: De conservatief-liberaal Geert Wilders wordt uit de VVD gezet en blijft onafhankelijk in de Tweede Kamer zitten. In 2006 komt hij weer terug in de Tweede Kamer onder de naam: Partij voor de Vrijheid.
- 2007: Rita Verdonk van de rechtervleugel wordt uit de VVD-fractie gezet en verlaat de partij. Ze richt Trots op Nederland op, maar verliest haar zetel in 2010.
- 2014: De Tweede Kamerleden Louis Bontes en Joram van Klaveren en oud-Tweede Kamerlid Johan Driessen richten VoorNederland (VNL) op, dat gepresenteerd wordt als een klassiek-liberale partij.
- 2016: Forum voor Democratie onder leiding van Thierry Baudet verandert van een denktank naar een conservatief-liberale partij, en haalt in 2017 twee zetels in de Tweede Kamer der Staten-Generaal. Later radicaliseert de partij naar de uiterst rechtse flank.

### Sociaal-liberale partijen

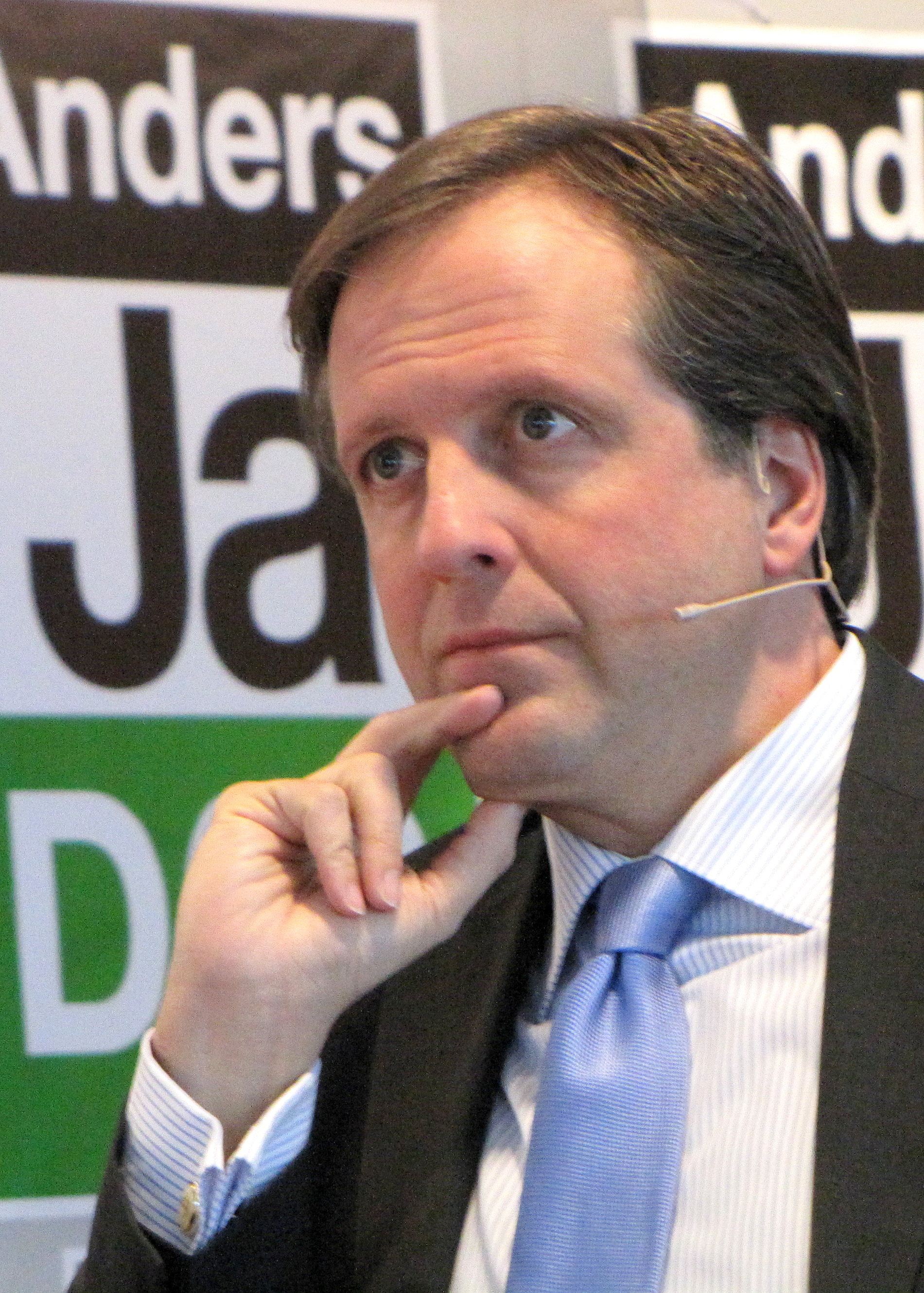
Alexander Pechtold, politieke leider van D66 van 2006 tot 2018

- 1892: Radicalen splitsen zich af van de Liberale Unie en vormen de Radicale Bond.
- 1901: Linkse liberalen binnen de Liberale Unie vormen samen met de Radicale Bond de Vrijzinnig Democratische Bond.
- 1946: De VDB wordt onderdeel van de Partij van de Arbeid (PvdA), terwijl een klein deel zich aansluit bij de Partij van de Vrijheid.
- 1966: Onafhankelijken en sociaal-liberalen vormen de partij Democraten 66.
- 2006: Oprichting van de Liberaal Democratische Partij.
- 2017: Volt Nederland wordt opgericht en komt in 2021 in de Tweede Kamer.

### Libertaire partijen
- 1993: De Libertaire Partij wordt opgericht en doet mee aan de Tweede Kamerverkiezingen van 1994, maar behaalt geen zetels.
- 2012: Bij de Tweede Kamerverkiezingen van 2012, 2017 en 2021 behaalt de Libertaire Partij evenmin zetels, maar desondanks is de partij nog steeds actief, zowel landelijk en lokaal.

### Jongerenorganisaties
In 1949 is de Jongerenorganisatie Vrijheid en Democratie (JOVD) opgericht. Deze van oorsprong onafhankelijke liberale jongerenorganisatie is thans nauw verbonden met de VVD. In 1966 waren leden uit de JOVD en de VVD betrokken bij de oprichting van D66. Sinds 1984 is aan D66 de jongerenorganisatie Jonge Democraten verbonden. De JD is met ongeveer 5000 leden de grootste niet-christelijke politieke jongerenorganisatie van Nederland. Op 1 oktober 2012 werd de eerste Nederlandse libertarische jongerenorganisatie, het Liberaal Jongeren Platform (LIJP), opgericht door leden van zowel de Jonge Democraten als de JOVD. Wegens een tekort aan gegadigden voor het vrijwilligerskader en bestuur heeft de organisatie zichzelf in 2017 echter opgeheven. Volt Nederland heeft geen jongerenafdeling.

## Liberalen

### Liberale leiders

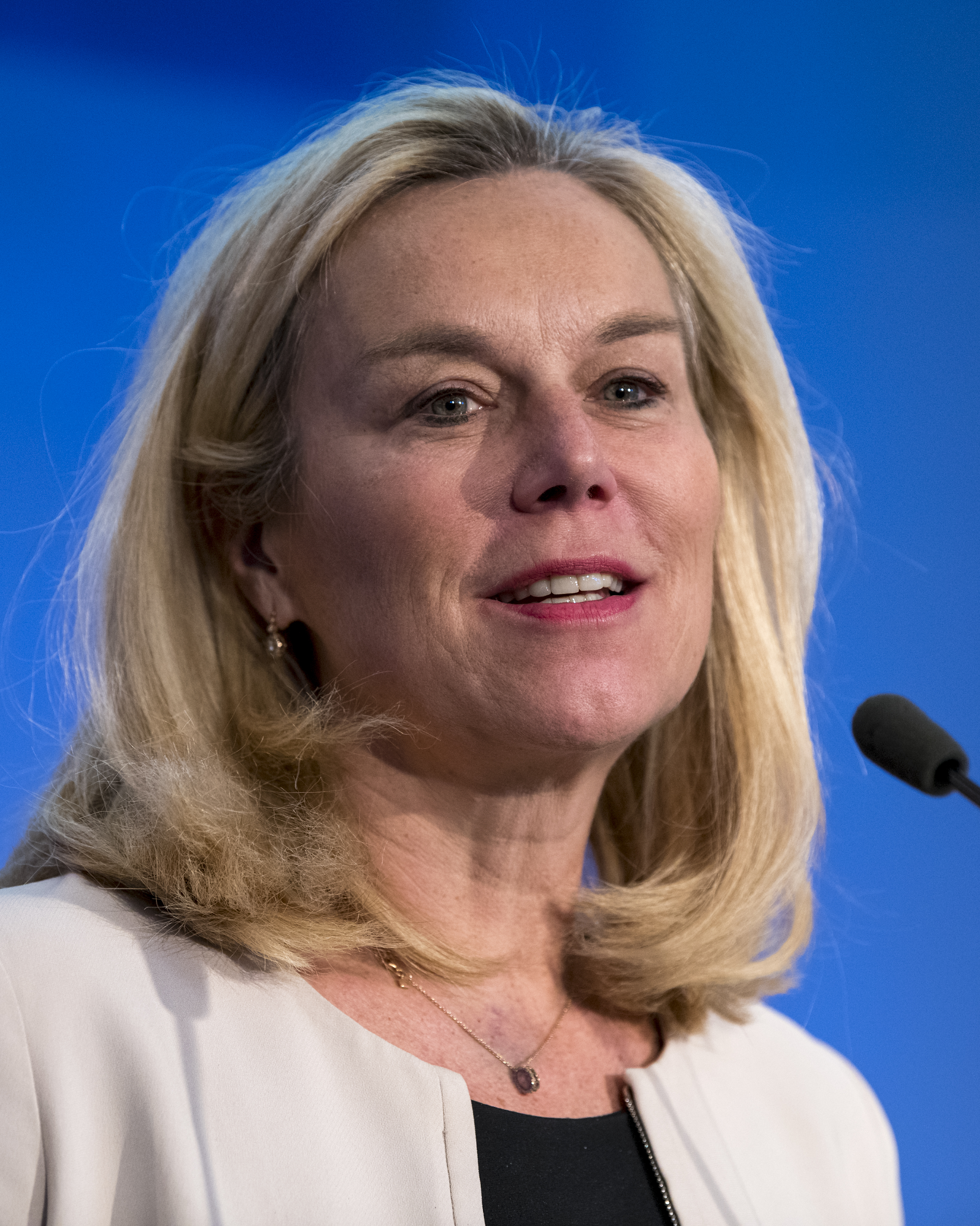
Sigrid Kaag, politiek leider van D66 2020-2023

- Liberalen in de 19e eeuw: Johan Rudolph Thorbecke - Samuel van Houten - Jan Kappeyne van de Coppello - Johannes Tak van Poortvliet - Hendrik Goeman Borgesius
- Vrijzinnig-Democratische Bond: Dirk Bos - Henri Marchant - Aletta Jacobs - Pieter Oud
- Liberale Staatspartij: Ben Telders
- Volkspartij voor Vrijheid en Democratie: Pieter Oud - Hans Wiegel - Frits Bolkestein - Gerrit Zalm - Mark Rutte - Dilan Yeşilgöz
- Democraten 66: Hans van Mierlo - Jan Terlouw - Thom de Graaf - Boris Dittrich - Alexander Pechtold - Sigrid Kaag - Rob Jetten
- Volt Nederland: Laurens Dassen

### Liberale filosofen
- Erasmus (1466-1536)
- Baruch Spinoza (1632-1677)
- Johan Rudolph Thorbecke (1798-1872)

## Parlementaire vertegenwoordiging

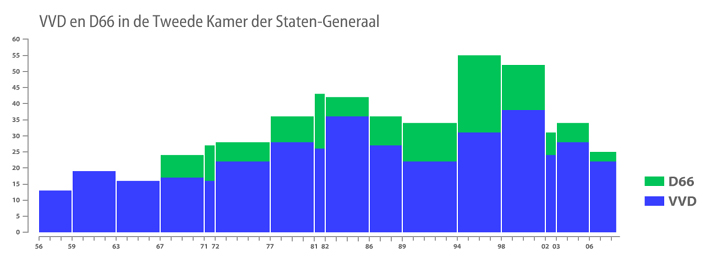
Historisch overzicht van zetelaantallen VVD en D66

De vertegenwoordiging van het Nederlands liberalisme in de Tweede Kamer.
| Verkiezingen | Zetels VVD | Zetels D66 | Zetels Volt | Samen | Kiezers | Coalitiedeelname |
| ------------ | ---------- | ---------- | ----------- | ----- | ------- | ---------------- |
| 1956         | 13         | -          | -           | 13    | 8,7%    | geen             |
| 1959         | 19         | -          | -           | 19    | 12,2%   | VVD              |
| 1963         | 16         | -          | -           | 16    | 10,2%   | VVD              |
| 1967         | 17         | 7          | -           | 24    | 15,1%   | VVD              |
| 1971         | 16         | 11         | -           | 27    | 17,0%   | VVD              |
| 1972         | 22         | 6          | -           | 28    | 18,5%   | D66              |
| 1977         | 28         | 8          | -           | 36    | 23,3%   | VVD              |
| 1981         | 26         | 17         | -           | 43    | 28,3%   | D66              |
| 1982         | 36         | 6          | -           | 42    | 27,4%   | VVD              |
| 1986         | 27         | 9          | -           | 36    | 23,5%   | VVD              |
| 1989         | 22         | 12         | -           | 34    | 22,5%   | geen             |
| 1994         | 31         | 24         | -           | 55    | 35,3%   | D66 & VVD        |
| 1998         | 38         | 14         | -           | 52    | 33,7%   | D66 & VVD        |
| 2002         | 24         | 7          | -           | 31    | 20,6%   | VVD              |
| 2003         | 28         | 6          | -           | 34    | 21,9%   | D66 & VVD        |
| 2006         | 22         | 3          | -           | 25    | 16,7%   | geen             |
| 2010         | 31         | 10         | -           | 41    | 27,3%   | VVD              |
| 2012         | 41         | 12         | -           | 53    | 35,3%   | VVD              |
| 2017         | 33         | 19         | -           | 52    | 34,7%   | D66 & VVD        |
| 2021         | 34         | 24         | 3           | 61    | 41,1%   | D66 & VVD        |
| 2023         | 24         | 9          | 2           | 35    | 23,2%   | VVD              |